# Лякин-Фролов, Игорь Семёнович
И́горь Семёнович Ля́кин-Фроло́в (род. 10 сентября 1948) — советский и российский дипломат. Чрезвычайный и полномочный посол (2005).

## Биография
Окончил МГИМО МИД СССР (1972) и Курсы повышения квалификации научно-исследовательского центра информатики при МИД России (1992). На дипломатической работе с 1978 года.
В 1992—1995 годах — заместитель директора Департамента консульской службы МИД России.
С 22 мая 1995 по 24 августа 1999 года — чрезвычайный и полномочный посол Российской Федерации в Бурунди.
В 1999—2003 годах — заместитель директора Первого департамента стран СНГ МИД России.
С 29 сентября 2003 по 29 февраля 2008 года — чрезвычайный и полномочный посол Российской Федерации в Ботсване.
В 2008—2010 годах — заместитель директора Департамента информации и печати МИД России.
С 23 августа 2010 по 11 июля 2013 года — полномочный представитель Российской Федерации при Организации Договора о коллективной безопасности (ОДКБ).
С 1 августа 2013 по 16 августа 2022 года — чрезвычайный и полномочный посол Российской Федерации в Таджикистане.
Владеет английским, французским и китайским языками.

## Семья
Женат, имеет дочь.

## Награды
- Знак отличия «За безупречную службу» XXX лет (22 марта 2004) — за большой вклад в разработку и реализацию внешнеполитического курса Российской Федерации[10]
- Почётная грамота Совета коллективной безопасности Организации Договора о коллективной безопасности (20 декабря 2011) — за активную и плодотворную работу по развитию и углублению военно-политического сотрудничества в рамках Организации Договора о коллективной безопасности[11].
- Орден Почёта (10 февраля 2012) — за большой вклад в реализацию внешнеполитического курса Российской Федерации и многолетнюю добросовестную работу[12]
- Орден Дружбы (5 апреля 2017) — за вклад в реализацию внешнеполитического курса Российской Федерации и многолетнюю добросовестную работу[13]
- Благодарность президента Российской Федерации (10 октября 2018) — за большой вклад в реализацию внешнеполитического курса Российской Федерации и многолетнюю плодотворную государственную службу[14]
- Орден Александра Невского (21 марта 2022) — за большой вклад в реализацию внешнеполитического курса Российской Федерации и многолетнюю добросовестную дипломатическую службу[15]

## Дипломатический ранг
- Чрезвычайный и полномочный посланник 2 класса (24 апреля 1993)[16]
- Чрезвычайный и полномочный посланник 1 класса (19 января 1995)[17]
- Чрезвычайный и полномочный посол (29 декабря 2005)[18].